# Universidad de la Prefectura de Osaka
Universidad de la Prefectura de Osaka (大阪府立大学 Ōsaka furitsu daigaku?), abreviado  Fudai (府大?), es una de las universidades públicas más grandes de Japón. El campus principal tiene una gran cantidad de tumbas de Kofun en Sakai, Osaka.

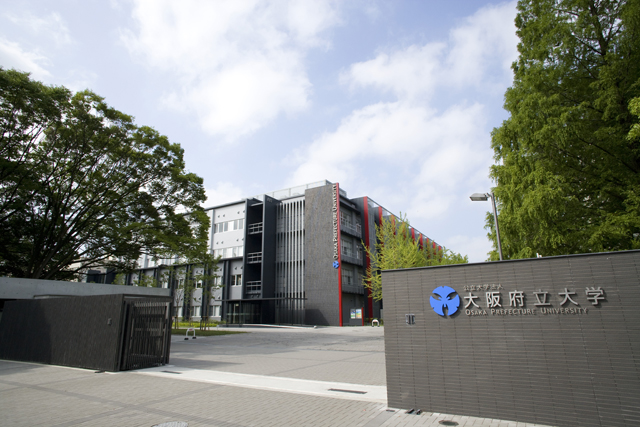
Universidad de la Prefectura de Osaka

La universidad fue fundada en 2005 integrando tres universidades: la Universidad de la Prefectura de Osaka (大阪府立大学), la Universidad para Mujeres de Osaka (大阪女子大学)  y el Colegio de Enfermería de la prefectura de Osaka (大阪府立看護大学).
La universidad se fusionó con la OCU para formar la Universidad Metropolitana de Osaka (OMU) en abril de 2022.